# Addison, Alabama
Addison là một thị trấn thuộc quận Winston, tiểu bang Alabama, Hoa Kỳ. Dân số năm 2009 là 709 người, mật độ đạt 73 người/km².